# Kaufbeuren
Kaufbeuren er en kreisfri by i Regierungsbezirk Schwaben i den tyske delstat Bayern. Byen ligger i Allgäu som en enklave i Landkreis Ostallgäu.

## Geografi
Kaufbeuren ligger ved floden Wertach i den østlige del af Allgäu.

### Bydele
- Kaufbeuren (Altstadt)
- Hirschzell
- Kemnat (Kleinkemnat, Großkemnat)
- Neugablonz
- Oberbeuren

## Historie
Kaufbeuren opstod som en frankisk kongsgård, der omkring 740 var administrationssæde og militærbase ved grænsen til stamhertugdømmet Bayern. Herrerne von Beuren, der hørte under Welferne havde her i slutningen af det 11. århundrede deres stamsæde. I slutningen af det 12. århundrede kom byen under Staufernes herredømme. Fra 1286 til 1803 var Kaufbeuren en fri rigsstad. I 1802 blev den en del af Bayern.